# الزامات آزمون آزمایشگاهی الکترومغناطیسی فضای کامپوزیتی
NSTISSAM TEMPEST/1-92 یا الزامات آزمون آزمایشگاهی الکترومغناطیسی فضای کامپوزیتی سند مرجعی است که توسط یادداشت مشورتی ارتباطات امنیت ملی و امنیت سیستم‌های اطلاعاتی وابسته به آژانس امنیت ملی ایالات متحده آمریکا منتشر شد. این سند در اصل، طبقه‌بندی شده بود. اما در سال ۱۹۹۲ با حذف اطلاعات حساس، در دسترس همگان قرار گرفت. این سند، گام‌های آزمایش برای شناسایی ویژگی‌های تابش الکترومغناطیسی ایجاد و پخش شده توسط دستگاه‌های خاصی در یک محیط آزمایشگاهی را بیان می‌کند.